# Giorgi Gotscholeischwili
Giorgi Gotscholeischwili (georgisch გიორგი გოჩოლეიშვილი; englisch Gocholeishvili; * 14. Februar 2001 in Kutaisi) ist ein georgischer Fußballspieler. Der Rechtsverteidiger steht seit August 2025 als Leihspieler von Schachtar Donezk beim Hamburger SV unter Vertrag.

## Karriere

### Verein
Gotscholeischwili stammt aus der Jugend des FC Saburtalo Tiflis. Im September 2020 debütierte der Rechtsverteidiger in der Profimannschaft. In dieser konnte er sich ab der Saison 2021, in der man georgischer Pokalsieger wurde, als Stammspieler etablieren.
Zum 1. Januar 2023 wechselte Gotscholeischwili zum ukrainischen Erstligisten Schachtar Donezk, mit dem er am Ende der Saison 2022/23 ukrainischer Meister wurde. In der Saison 2023/24 kam er lediglich 17-mal in der Liga zum Einsatz und stand 12-mal in der Startelf. Neben der Verteidigung der Meisterschaft gewann die Mannschaft auch den ukrainischen Pokal und somit das Double. Gotscholeischwili spielte in dieser Spielzeit zudem in der Champions League und nach dem Ausscheiden in der Europa League.
Um Spielpraxis zu sammeln, wechselte der 23-Jährige Ende Juli 2024 bis zum Ende der Saison 2024/25 nach Dänemark zum Rekordmeister FC Kopenhagen. Dort steuerte er in 21 Ligaspielen (15-mal in der Startelf) einen Treffer zum Gewinn der Meisterschaft bei. Hinzu kamen zwei Einsätze im dänischen Pokal, den der Verein ebenfalls gewann sowie sieben Einsätze in der Conference League.
Anschließend kehrte Gotscholeischwili nach Donezk zurück. Anfang August 2025 kam er am 1. Spieltag noch in der Startelf zum Einsatz. Einige Tage später wechselte er bis zum Ende der Saison 2025/26 auf Leihbasis in die Bundesliga zum Aufsteiger Hamburger SV.

### Nationalmannschaft
Von März 2023 bis Juli 2023 war er für die georgische U21-Nationalmannschaft aktiv und nahm mit dieser unter anderem an der Europameisterschaft 2023 teil, wo er einen Assist gab und mit seiner Mannschaft das Viertelfinale erreichte.
Sein Debüt bei der A-Nationalmannschaft hatte er am 17. November 2022 bei einer 0:3-Freundschaftsspielniederlage gegen Marokko, er stand in der Startelf. Nach einem weiteren Freundschaftsspieleinsatz kam er auch bei sechs Partien der Qualifikation für die Europameisterschaft 2024 zum Einsatz. Nach der erfolgreichen Qualifikation über die Play-offs, in der er nicht zum Zug kam, wurde er für den Turnierkader nominiert.

## Titel
Georgien
- Pokalsieger: 2021 (FC Saburtalo Tiflis)

Ukraine
- Meister (2): 2023, 2024 (beide Schachtar Donezk)
- Pokalsieger: 2024 (Schachtar Donezk)

Dänemark
- Meister: 2025 (FC Kopenhagen)
- Pokalsieger: 2025 (FC Kopenhagen)